# Fido Dido
Fido Dido ist eine Comicfigur, die 1985 von Joanna Ferrone und Sue Rose kreiert und von Pepsi lizenziert wurde. In Europa besitzt er vor allem in Südeuropa größeren Bekanntheitsgrad. Dort gab es vor allem in den 1990er Jahren viele Merchandise-Artikel vom T-Shirt über das Deodorant bis hin zum Portemonnaie. Ebenfalls kleidete Fido Dido im Rahmen einer Werbekampagne auch in Deutschland eine gewisse Zeit 7up-Dosen.